# Maciej Rosołek
Maciej Rosołek (Siedlce, 2001. szeptember 2. –) lengyel korosztályos válogatott labdarúgó, a Legia Warszawa csatárja.

## Pályafutása

### Klubcsapatokban
Rosołek a lengyelországi Siedlce városában született. Az ifjúsági pályafutását a helyi Pogoń Siedlce csapatában kezdte, majd a Legia Warszawa akadémiájánál folytatta.
2019-ben mutatkozott be a Legia Warszawa első osztályban szereplő felnőtt keretében. 2019. október 19-én, a Lech Poznań ellen hazai pályán 2–1-re megnyert bajnoki 74. percében, Luquinhas cseréjeként debütált, majd 2 perccel később meg is szerezte első gólját a klub színeiben. 2021-ben a másodosztályú Arka Gdynia csapatát erősítette kölcsönben.

### A válogatottban
Rosołek az U15-östől az U21-esig több korosztályos válogatottban is képviselte Lengyelországot.
2020-ban debütált az U21-es válogatottban. Először a 2020. szeptember 4-ei, Észtország ellen 6–0-ra megnyert U21-es EB-selejtező 68. percében, Przemysław Płachetat váltva lépett pályára.

## Statisztikák
2022. október 29. szerint
| Klub                     | Szezon   | Osztály     | Bajnokság | Bajnokság | Kupa és Ligakupa | Kupa és Ligakupa | Nemzetközi | Nemzetközi | Összesen | Összesen |
| Klub                     | Szezon   | Osztály     | Meccs     | Gól       | Meccs            | Gól              | Meccs      | Gól        | Meccs    | Gól      |
| ------------------------ | -------- | ----------- | --------- | --------- | ---------------- | ---------------- | ---------- | ---------- | -------- | -------- |
| Legia Warszawa           | 2019–20  | Ekstraklasa | 14        | 3         | 1                | 0                | —          | —          | 15       | 3        |
| Legia Warszawa           | 2020–21  | Ekstraklasa | 8         | 0         | 1                | 3                | 2          | 0          | 11       | 3        |
| Legia Warszawa           | 2021–22  | Ekstraklasa | 16        | 3         | 2                | 0                | 1          | 0          | 19       | 3        |
| Legia Warszawa           | 2022–23  | Ekstraklasa | 15        | 1         | 2                | 0                | —          | —          | 17       | 1        |
| Legia Warszawa           | Összesen | Összesen    | 53        | 7         | 6                | 3                | 3          | 0          | 62       | 10       |
| Arka Gdynia (kölcsönben) | 2020–21  | I Liga      | 17        | 10        | 4                | 1                | —          | —          | 21       | 11       |
| Arka Gdynia (kölcsönben) | 2021–22  | I Liga      | 14        | 1         | 2                | 0                | —          | —          | 16       | 1        |
| Arka Gdynia (kölcsönben) | Összesen | Összesen    | 31        | 11        | 6                | 1                | 0          | 0          | 37       | 12       |
| Összesen                 | Összesen | Összesen    | 84        | 18        | 12               | 4                | 3          | 0          | 99       | 22       |

## Sikerei, díjai
Legia Warszawa
- Ekstraklasa
  - Bajnok (2): 2019–20, 2020–21

- Lengyel Kupa
  - Győztes (1): 2022–23

- Lengyel Szuperkupa
  - Döntős (1): 2021

Arka Gdynia
- Lengyel Kupa
  - Döntős (1): 2020–21

## Fordítás
Ez a szócikk részben vagy egészben  a   Maciej Rosołek című angol Wikipédia-szócikk fordításán alapul.  Az eredeti cikk szerkesztőit annak laptörténete sorolja fel. Ez a jelzés csupán a megfogalmazás eredetét és a szerzői jogokat jelzi, nem szolgál a cikkben szereplő információk forrásmegjelöléseként.